# بطولة العالم للشباب لكرة القدم 1999
بطولة العالم للشباب لكرة القدم 1999، النسخة الحادية عشرة من مسابقة كأس العالم للشباب لكرة القدم، وعقدت في نيجيريا من 4 أبريل إلى 24 أبريل 1999.

## الملاعب
| إبادان                                                                                                 | لاغوس             | إنوغو             | بورت هاركورت                |
| --- | ----------------- | ----------------- | --------------------------- |
| ملعب أوبافيمي أولوو                                                                                    | ملعب لاغوس الوطني | ملعب نامدي أزيكيو | ملعب التحرير                |
| السعة: 40,000                                                                                          | السعة: 45,000     | السعة: 22,000     | السعة: 25,000               |
| |                   |                   |                             |
| إبادان لاغوس إنوغو بورت هاركورت كانو كالابار كادونا بوتشيبطولة العالم للشباب لكرة القدم 1999 (نيجيريا) |                   |                   |                             |
| كانو                                                                                                   | كالابار           | كادونا            | بوتشي                       |
| ملعب ساني أباتشا                                                                                       | ملعب إسوين        | ملعب أحمدو بيلو   | ملعب أبوباركار تافاو باليوا |
| السعة: 18,000                                                                                          | السعة: 16,000     | السعة: 16,500     | السعة: 15,000               |
| |                   |                   |                             |

## التصفيات
| الاتحاد القاري                           | مسابقة التأهل                                | متأهل(ين)                                                           |
| ---------------------------------------- | -------------------------------------------- | ------------------------------------------------------------------- |
| ا ف س (آسيا)                             | كأس آسيا للشباب 1998                         | اليابان · كازاخستان1 · كوريا الجنوبية · السعودية                    |
| كاف (أفريقيا)                            | بطولة أفريقيا لكرة القدم للشباب 1999         | الكاميرون · غانا · مالي · زامبيا1                                   |
| كونكاكاف (شمال، أمريكا الوسطى والكاريبي) | بطولة كونكاكاف تحت 20 سنة 1998               | كوستاريكا · هندوراس · المكسيك · الولايات المتحدة                    |
| كونميبول (أمريكا الجنوبية)               | بطولة أمريكا الجنوبية للشباب تحت 20 سنة 1999 | الأرجنتين · البرازيل · باراغواي · الأوروغواي                        |
| و ف س (أوقيانوسيا)                       | بطولة أوقيانوسيا تحت-20 سنة 1998             | أستراليا                                                            |
| يويفا (أوروبا)                           | بطولة أوروبا تحت 18 سنة لكرة القدم 1998      | كرواتيا1 · إنجلترا · ألمانيا · البرتغال · جمهورية أيرلندا · إسبانيا |
| الدولة المضيفة                           | الدولة المضيفة                               | نيجيريا1                                                            |

1.^فرق سوف تشارك لأول مرة.

## روابط خارجية
- FIFA World Youth Championship Nigeria 1999, FIFA.com
- RSSSF > FIFA World Youth Championship > 1999
- FIFA Technical Report (Part 1), (Part 2) and (Part 3)